# Regione ecclesiastica Basilicata
La Regione ecclesiastica Basilicata è un ente ecclesiastico dotato di personalità giuridica eretto dalla Santa Sede ed è una delle sedici regioni ecclesiastiche in cui è suddiviso il territorio della Chiesa cattolica in Italia.
Il suo territorio corrisponde al territorio della regione amministrativa Basilicata della Repubblica Italiana.

## Storia
La Regione ecclesiastica Basilicata è costituita con il decreto Eo quod spirituales della Congregazione per i vescovi del 12 settembre 1976, con il quale viene soppressa la Regione pastorale Lucana-Salernitana, sorta nel 1889, e la sua Conferenza episcopale.

## La regione ecclesiastica oggi

### Statistiche
Dati statistici secondo l'Annuario pontificio 2024:
- Superficie in km²: 10.071
- Abitanti: 578.458
- Parrocchie: 274
- Numero dei sacerdoti secolari: 311
- Numero dei sacerdoti regolari: 63
- Numero dei diaconi permanenti: 35

### Suddivisione
Questa regione ecclesiastica è composta da sei diocesi, facenti parte di una sola provincia ecclesiastica, così ripartite:
- Arcidiocesi di Potenza-Muro Lucano-Marsico Nuovo, metropolitana, che ha come suffraganee:
  - Arcidiocesi di Acerenza
  - Arcidiocesi di Matera-Irsina
  - Diocesi di Melfi-Rapolla-Venosa
  - Diocesi di Tricarico
  - Diocesi di Tursi-Lagonegro

## Conferenza episcopale di Basilicata
- Presidente: Davide Carbonaro, arcivescovo metropolita di Potenza-Muro Lucano-Marsico Nuovo
- Vicepresidente: Vincenzo Carmine Orofino, vescovo di Tursi-Lagonegro
- Segretario: Francesco Sirufo, arcivescovo di Acerenza

### Vescovi delegati
- Cammino sinodale; Formazione del clero e formazione al diaconato permanente; Vita consacrata; Seminario Maggiore Interdiocesano di Basilicata; Istituto Teologico di Basilicata, Tribunale Ecclesiastico Interdiocesano di Basilicata; Pastorale penitenziaria; Scuola università e insegnamento della religione cattolica; Ecumenismo e dialogo interreligioso: Davide Carbonaro
- Ufficio catechistico; Ufficio liturgico; Pastorale sanitaria; Caritas; Centro regionale di bioetica; Fies: vacante
- Problemi sociali lavoro pace e salvaguardia del creato; Pastorale dei migranti; Economato della Provincia ecclesiastica; Comunicazioni sociali; Beni culturali edilizia di culto; Osservatorio giuridico: Ciro Fanelli
- Evangelizzazione e cooperazione tra le Chiese; Promozione del sostegno economico alla Chiesa cattolica: Vincenzo Carmine Orofino
- Pastorale della famiglia; Pastorale delle vocazioni; Pastorale giovanile; Cristiani laici e aggregazioni; Tutela dei minori e delle persone vulnerabili; Sport-turismo e tempo libero: Francesco Sirufo[2]

## Diocesi lucane soppresse
- Diocesi di Grumento Nova
- Diocesi di Lavello
- Diocesi di Satriano
- Diocesi di Montemilone